# Steve Johnson (Basketballspieler)
Clarence Stephen „Steve“ Johnson (* 3. November 1957 in Akron, Ohio) ist ein ehemaliger US-amerikanischer Basketballspieler, der in den 1980er Jahren in der NBA aktiv war. Johnson spielte überwiegend auf den Positionen Center und Power Forward. Er war bekannt für seine für damalige Verhältnisse hohe Wurfquote aus dem Feld und seine körperbetonte Spielweise.

## Karriere
Johnson spielte College-Basketball an der Oregon State University, wo er unter Coach Ralph Miller zu einem der besten Spieler des Landes wurde. In seiner letzten College-Saison (1980–81) erzielte er durchschnittlich 21,0 Punkte und 6,8 Rebounds pro Spiel bei einer Trefferquote von 74,6 % aus dem Feld.
Im NBA-Draft 1981 wurde er in der ersten Runde an siebter Stelle von den Kansas City Kings ausgewählt. Im Laufe seiner NBA-Karriere spielte er für insgesamt sieben verschiedene Teams. Seine stärkste Phase hatte er Mitte der 1980er Jahre bei den San Antonio Spurs und den Portland Trail Blazers, für die er in der Saison 1986–87 durchschnittlich 16,8 Punkte und 7,2 Rebounds erzielte.
Johnson war 1988 kurzzeitig für das All-Star Game nominiert, konnte aufgrund einer Verletzung jedoch nicht teilnehmen.
Johnson beendete seine Karriere 1991 nach einer Saison bei den Golden State Warriors. Insgesamt absolvierte er 675 Spiele in der NBA und erzielte durchschnittlich 11,7 Punkte und 5,5 Rebounds pro Spiel.

## Karriere-Statistiken

### NBA

#### Reguläre Saison
| Saison  | Team                   | GP  | GS  | MPG  | FG % | 3P % | FT % | RPG | APG | SPG | BPG | PPG  |
| ------- | ---------------------- | --- | --- | ---- | ---- | ---- | ---- | --- | --- | --- | --- | ---- |
| 1981/82 | Kansas City Kings      | 78  | 50  | 22.3 | .613 | —    | .642 | 5.9 | 1.2 | .5  | 1.1 | 12.8 |
| 1982/83 | Kansas City Kings      | 79  | 21  | 19.5 | .624 | —    | .574 | 5.0 | 1.2 | .5  | 1.1 | 11.7 |
| 1983/84 | Kansas City Kings      | 50  | 12  | 17.9 | .553 | —    | .571 | 5.0 | 1.3 | .4  | 1.0 | 9.6  |
| 1983/84 | Chicago Bulls          | 31  | 9   | 19.2 | .571 | —    | .582 | 5.4 | .6  | .5  | .7  | 9.4  |
| 1984/85 | Chicago Bulls          | 74  | 54  | 22.4 | .545 | .000 | .718 | 5.9 | .9  | .5  | .8  | 10.0 |
| 1985/86 | San Antonio Spurs      | 71  | 55  | 25.7 | .632 | —    | .694 | 6.5 | 1.3 | .6  | .9  | 13.8 |
| 1986/87 | Portland Trail Blazers | 79  | 74  | 29.7 | .556 | —    | .698 | 7.2 | 2.0 | .6  | 1.0 | 16.8 |
| 1987/88 | Portland Trail Blazers | 43  | 33  | 24.4 | .529 | .000 | .586 | 5.6 | 1.3 | .4  | .7  | 15.4 |
| 1988/89 | Portland Trail Blazers | 72  | 11  | 20.5 | .524 | —    | .527 | 5.0 | 1.5 | .3  | .6  | 10.0 |
| 1989/90 | Minnesota Timberwolves | 4   | 0   | 4.3  | .000 | —    | —    | .8  | .3  | .0  | .0  | .0   |
| 1989/90 | Seattle SuperSonics    | 21  | 0   | 11.5 | .533 | —    | .600 | 2.4 | .8  | .1  | .2  | 5.6  |
| 1990/91 | Golden State Warriors  | 24  | 8   | 9.5  | .540 | —    | .595 | 2.4 | .7  | .2  | .2  | 3.8  |
| Career  | Career                 | 626 | 327 | 21.8 | .572 | .000 | .634 | 5.5 | 1.2 | .5  | .8  | 11.7 |

#### Playoffs
| Saison  | Team                   | GP | GS | MPG  | FG % | 3P % | FT %  | RPG  | APG | SPG | BPG | PPG  |
| ------- | ---------------------- | -- | -- | ---- | ---- | ---- | ----- | ---- | --- | --- | --- | ---- |
| 1984/85 | Chicago Bulls          | 3  | 0  | 7.3  | .286 | —    | 1.000 | 1.7  | .7  | .0  | .0  | 2.0  |
| 1985/86 | San Antonio Spurs      | 3  | 0  | 17.7 | .333 | —    | .455  | 2.0  | .7  | .0  | .3  | 5.0  |
| 1986/87 | Portland Trail Blazers | 4  | 4  | 34.3 | .459 | —    | .628  | 10.0 | .5  | .5  | .3  | 20.8 |
| 1988/89 | Portland Trail Blazers | 3  | 0  | 11.3 | .250 | —    | 1.000 | 2.0  | .0  | .7  | .0  | 2.3  |
| Career  | Career                 | 13 | 4  | 18.9 | .407 | —    | .627  | 4.4  | .5  | .3  | .2  | 8.5  |